# Klinik Belair
Die Privatklinik Belair ist ein Spital in Schaffhausen. Sie steht auf der Spitalliste des Kantons Schaffhausen, welcher damit Leistungsaufträge zur medizinischen Grundversorgung erteilt hat. Die Klinik wurde 1971 gegründet. Im Geschäftsjahr 2016/17 wurden an der Klinik 1'543 stationäre Patienten von 40 Fachärzten behandelt.

## Lage
Die Privatklinik Belair liegt im Schaffhauser Quartier Breite.

## Geschichte
Die Klinik Belair wurde 1971 als erste private Geburtsklinik Schaffhausens eröffnet. Ab den 1980er Jahren baute sie weitere Fachgebiete auf und 1990 wurde die orthopädische Chirurgie eingeführt. Im Jahr 2000 nahm eine Tagesklinik ihren Betrieb auf. Von 2001 bis 30. September 2019 gehörte die Klinik Belair zur Privatklinikgruppe Hirslanden. Per 1. Oktober 2019 hat Swiss Medical Network die Klinik übernommen. Mit der Übernahme änderte auch der Name von "Klinik Belair" zu "Privatklinik Belair".

## Kennzahlen
An der Privatklinik Belair sind 99 Mitarbeiterinnen und Mitarbeiter  sowie 35 Belegärzte tätig. Sie verfügt über 28 Betten und zwei Operationssäle. Im Geschäftsjahr 2016/17 wurden 1'543 stationäre Patienten behandelt.

## Fachgebiete
| Fachgebiet                  | behandelte, stationäre Patienten 2016/2017 |
| --------------------------- | ------------------------------------------ |
| Orthopädie/Sportmedizin     | 872                                        |
| Gynäkologie                 | 34                                         |
| Urologie                    | 39                                         |
| Neurochirurgie              | 175                                        |
| Chirurgie/Viszeralchirurgie | 392                                        |
| Ophthalmologie              | 6                                          |
| Plastische Chirurgie        | 4                                          |
| Handchirurgie               | 9                                          |
| Übrige Fachbereiche         | 12                                         |